# Módulo de comando

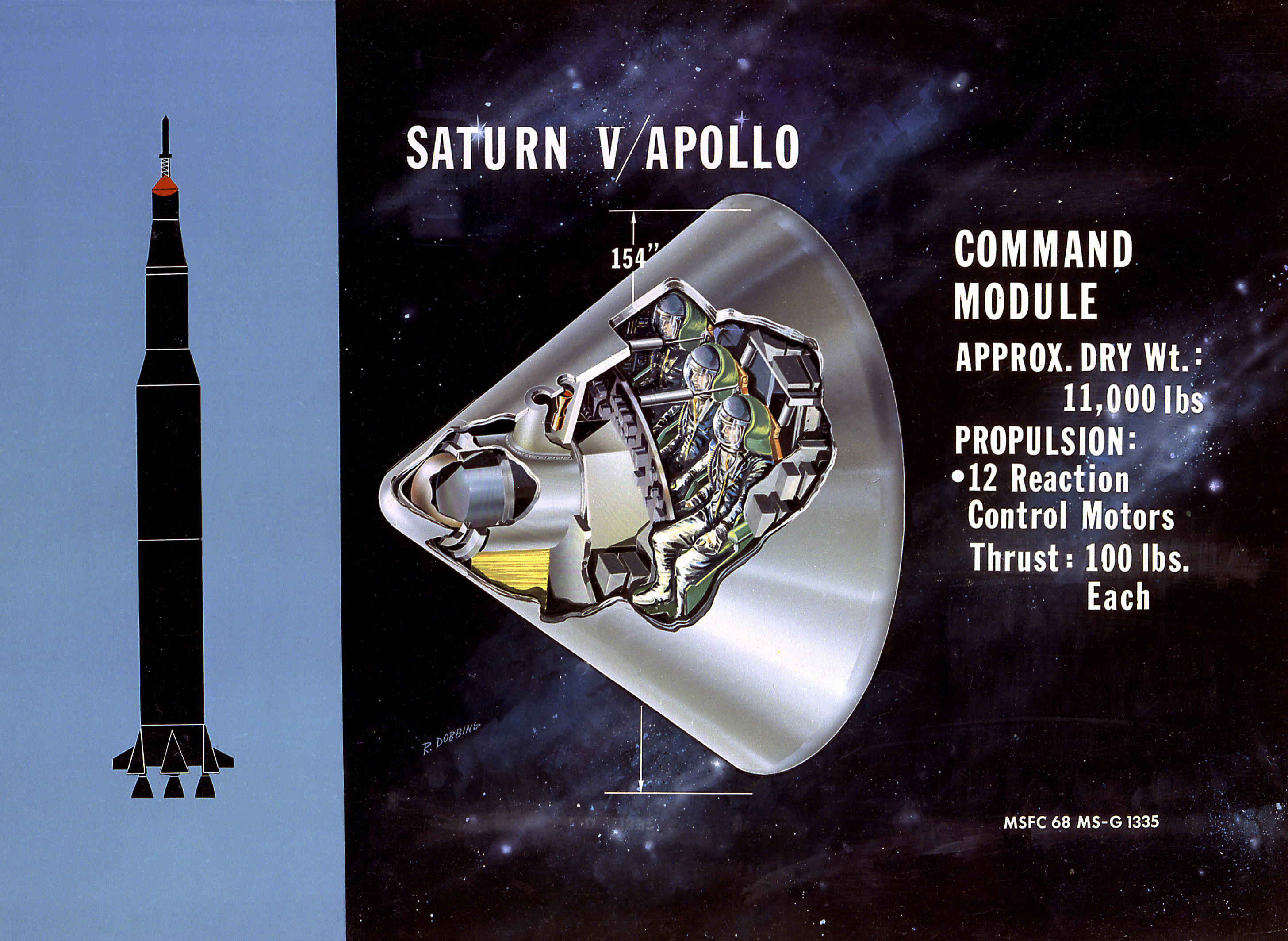
Visão em corte do módulo de comando do Projeto Apollo.

Módulo de comando (algumas vezes chamado de módulo de reentrada, ou módulo de descida) é um compartimento da espaçonave construído de tal forma que garante a segurança no lançamento, a subsistência e sobrevivência durante a missão, durante a reentrada na atmosfera e durante a aterrissagem além de conter toda a instrumentação que permite a monitoração e/ou o controle do voo durante a missão. O módulo de comando é equivalente ao módulo de instrumentos de um satélite ou sonda espacial montados sobre uma determinada plataforma (módulo de serviço).